# Gressbakkenhaus
Die Gressbakkenhäuser (deutsch Grassoden-Haus oder -hütte – norwegisch Gressbakkenhus) sind eine Form von Wohnbauten, die in der jüngeren Steinzeit (bis 1800 v. Chr.) in Norwegen, küstennah von der Insel Sørøya in Nordnorwegen aus über die Wohnplätze am Varangerfjord bis zur Halbinsel Kola in Russland errichtet wurden.
Gressbakkenhäuser waren halb unterirdisch errichtete, rechteckige Strukturen mit einer Wohnfläche bis 50 Quadratmetern. Sie hatten mindestens zwei ummauerte Feuerstellen entlang der Längsachse und bis zu vier Zugänge in jeder Längswand, oft in Zusammenhang mit kleinen Vorbauten. Die Vielzahl von Eingängen unterscheidet Gressbakkenhäuser von anderen steinzeitlichen oder jüngeren Wohnbauten. Vor dem Eingang und/oder an der Rückseite liegen Abfallhaufen. Die Häuser sind sehr unterschiedlich in Größe, Form, Tiefe sowie bei der Anzahl der Feuerstellen, der Zugänge und der Küchenabfallhaufen. Die Bewohner waren maritime Jäger und Sammler, die auf Fisch, Meeressäuger, Rentiere und Vögel spezialisiert waren. In den Wänden und unter den Böden einiger Gressbakkenhäuser wurden menschliche Knochen gefunden.
1978 wurde ein Haus in Nyelv Nedre Vest am Varangerfjord ausgegraben. Früher wurde angenommen, dass die Häuser im Zuge saisonaler Bewegungen genutzt wurden. Die Analyse von Nyelv Nedre Vest zeigt eine ganzjährige Nutzung, und die erneute Prüfung der Daten von anderen Plätzen weist auf eine sesshafte oder semi-sesshafte Bevölkerung hin.